# فابيو ليبران
فابيو ليبران (بالإيطالية: Fabio Lebran)‏ (12 يناير 1987 في إيطاليا - ) هو لاعب كرة قدم إيطالي في مركز الدفاع. لعب مع نادي بارما ونادي بيروجيا ونادي ريميني ونادي سبال ونادي غوريتسا ونادي فينيزيا ونادي كروتوني ونادي كومو ونادي سافونا ‏ وFC Carpenedolo SSD ‏ وكارسو كالتشيو ‏ وUC AlbinoLeffe ‏.